# خوستو فيلار
خوستو فيلار (بالإسبانية: Justo Villar) (مواليد 30 يونيو 1977 في سيريتو - الباراغواي) لاعب كرة قدم باراغواياني سابق في مركز حراسة المرمى. لعب لصالح نادي الدرجة الأولى ريال بلد الوليد الإسباني منذ 2008 وحتى 2011.

## مسيرته الكروية
لعب خوستو فيلار خلال مسيرته الاحترافية مع 7 أندية في خمسة وعشرون موسمًا ولم يسجل خلالها أي هدف ضمن 525 مباراة. حيث فاز في موسم واحد بالكأس وفي خمسة مواسم بالدوري.
خاض خوستو فيلار مسيرته مع نادي سول دي أميريكا في موسم 1996 ليلعب معه خمسة مواسم، مشاركًا في 119 مباراة ولم يسجل أي هدف. ثم انتقل إلى نادي ليبرتاد في موسم 2001 ليلعب معه أربعة مواسم، حيث شارك في 109 مباراة ولم يسجل أي هدف أيضًا. لينتقل بعدها إلى FC Barcelona (beach soccer) ‏ في موسم 2004–05 ليلعب معه أربعة مواسم، مشاركًا في 135 مباراة ولم يسجل أي هدف أيضًا. ثم انتقل إلى نادي ريال بلد الوليد في موسم 2008–09 واستمر معه طيلة ثلاثة مواسم، مشاركًا في 44 مباراة ولم يسجل أي هدف أيضًا. هذا وانتقل لاحقًا إلى نادي إستوديانتيس دي لا بلاتا في موسم 2011–12 ولمدة موسمين، مشاركًا في 18 مباراة ولم يسجل أي هدف أيضًا. ثم انتقل بعدها إلى نادي ناسيونال أسونسيون ما بين عامي 2013 و2014 في المرة الأولى لمدة موسم واحد ثم في عامي 2017-2019 ولمدة موسمين، مشاركًا طوالها في 13 مباراة ولم يسجل أي هدف أيضًا. ليعود وينتقل من جديد، لكن هذه المرة إلى نادي كولو-كولو في موسم 2013–14 ليلعب معه أربعة مواسم، مشاركًا في 87 مباراة ولم يسجل أي هدف أيضًا.

## روابط خارجية
- خوستو فيلار على موقع الاتحاد الدولي (مؤرشف)  (الإنجليزية)
- خوستو فيلار على موقع قاعدة بيانات كرة القدم.إي يو (الإنجليزية)
- خوستو فيلار على موقع ناشيونال فوتبول تيمز (الإنجليزية)
- خوستو فيلار على موقع Soccerway.com (الإنجليزية)
- خوستو فيلار على موقع عالم كرة القدم.نت (الإنجليزية)
- خوستو فيلار على موقع كووورة
- خوستو فيلار على موقع AS.com (الإسبانية)